# Henry Phipps, I conte di Mulgrave
Henry Phipps, I conte di Mulgrave (Londra, 14 febbraio 1755 – Londra, 7 aprile 1831), è stato un militare e politico britannico.

## Biografia

### Primi anni
Lord Mulgrave era il figlio minore di Constantine Phipps, I barone Mulgrave, e di sua moglie,  Lepell Harvey, figlia di John Hervey, II barone Hervey. Il giovane Henry venne educato al college di Eton e poi passò al Middle Temple.

### Carriera militare
Lord Mulgrave entrò nell'esercito britannico nel 1775, giungendo ben presto al rango di Generale dopo una brillante carriera. Egli prestò servizio sul finire del Settecento nei Caraibi durante la Guerra d'indipendenza americana. Nel 1793, trovandosi in missione diplomatica presso il re di Sardegna a Torino, si trovò a portata di mano quando gli inglesi presero il porto di Tolone e comandò per breve tempo la guarnigione ivi stazionata sino all'arrivo di altri ufficiali. Nel 1799 divenne protagonista di un'altra missione militare speciale, questa volta presso il quartier generale del comandante delle truppe imperiali austriache, l'arciduca Carlo d'Austria-Teschen, nel tentativo di persuaderlo a ritirare le sue truppe in Svizzera piuttosto che attaccare la regione del Reno ma tali trattative fallirono.

### Carriera politica
Nel 1784 lord Mulgrave venne eletto nella Camera dei Comuni per Totnes. Egli supportò il governo di William Pitt il Giovane di cui divenne anche un amico personale. Nel 1790 venne eletto per la costituente di Scarborough, nello Yorkshire. Egli succedette nel frattempo a suo fratello Constantine come Barone Mulgrave nella Parìa d'Irlanda nel 1792, ma non poté succedere ai titoli britannici della famiglia. Nel 1794 gli venne pertanto garantito il titolo inglese di Barone Mulgrave il che gli diede modo di entrare nella Camera dei Lords. Mulgrave supportò nuovamente Pitt alle sue dimissioni nel 1801, ed in cambio della sua lealtà egli venne ricompensato con l'incarico di Cancelliere del Ducato di Lancaster (1804–1805) nel secondo governo Pitt che poi seguì. A seguito di un incidente ed all'impossibilità di agire da parte di Lord Harrowby, Mulgrave prese il suo posto come Segretario di Stato per gli affari esteri e del Commonwealth, posizione che sfruttò molto in aiuto a Pitt nell'annosa questione della Terza coalizione antifrancese contro Napoleone.
Con la morte di Pitt e la formazione del Ministry of All the Talents nel 1806, Mulgrave, assieme ad altri sostenitori della vecchia politica, passò all'opposizione per poi tornare al potere nel 1807. In questa nuova fase lord Mulgrave ricoprì l'incarico di Primo Lord dell'Ammiragliato (1807–1810), poi quello di Master-General of the Ordnance (1810–1819), ed infine fu Ministro senza portafoglio (1819–1820). Come Primo Lord dell'Ammiragliato venne coinvolto nella pianificazione della spedizione contro Copenaghen del 1807, ed in quella disastrosa a Walcheren nel 1809. Dopo questi fatti la sua carriera politica iniziò ad affievolirsi e nel 1812 venne creato Visconte Normanby e Conte di Mulgrave.

### Matrimonio
Sposò, il 20 ottobre 1795, Martha Sophia Maling, figlia di Christopher Thompson Maling. Ebbero cinque figli:
- Lady Lepel Charlotte Phipps (?-29 gennaio 1869), sposò Sir John Alexander, IV Baronetto, non ebbero figli;
- Constantine Phipps, I marchese di Normanby (15 maggio 1797-28 luglio 1863);
- Lord Charles Beaumont Phipps (27 dicembre 1801-24 febbraio 1866), sposò Margaret Bathurst, ebbero quattro figli;
- Lord Edmund Phipps (7 dicembre 1808-28 ottobre 1857), sposò Mary Louisa Campbell, ebbero un figlio;
- Lord Augustus Frederick Phipps (18 ottobre 1809-27 gennaio 1896), sposò Lady Mary FitzRoy, ebbero una figlia.

### Morte
Il conte di Mulgrave morì nell'aprile del 1831 all'età di 76 anni e venne succeduto dal suo figlio primogenito, Constantine, poi marchese di Normanby.

## Ascendenza
|                                       |                                 |                                       | Genitori                                     |  |  | Nonni |  |  | Bisnonni           |  |  | Trisnonni      |  |
|                                       |                                 |                                       |                                              |  |  |       |  |  | Constantine Phipps |  |  | Francis Phipps |  |
|                                       |                                 |                                       |                                              |  |  |       |  |  | Constantine Phipps |  |  | Francis Phipps |  |
|                                       |                                 | Anne Sharpe                           |                                              |  |  |       |  |  | Constantine Phipps |  |  |                |  |
| William Phipps                        |                                 |                                       |                                              |  |  |       |  |  | Constantine Phipps |  |  |                |  |
|                                       |                                 | Catherine Sawyer                      | George Sawyer                                |  |  |       |  |  |                    |  |  |                |  |
|                                       |                                 | Catherine Sawyer                      | George Sawyer                                |  |  |       |  |  |                    |  |  |                |  |
|                                       |                                 | Catherine Sawyer                      | …                                            |  |  |       |  |  |                    |  |  |                |  |
| Constantine Phipps, I barone Mulgrave |                                 | Catherine Sawyer                      |                                              |  |  |       |  |  |                    |  |  |                |  |
|                                       |                                 | James Annesley, III conte di Anglesey | James Annesley, II conte di Anglesey         |  |  |       |  |  |                    |  |  |                |  |
|                                       |                                 | James Annesley, III conte di Anglesey | James Annesley, II conte di Anglesey         |  |  |       |  |  |                    |  |  |                |  |
|                                       |                                 | James Annesley, III conte di Anglesey | Elizabeth Manners                            |  |  |       |  |  |                    |  |  |                |  |
| Catherine Annesley                    |                                 | James Annesley, III conte di Anglesey |                                              |  |  |       |  |  |                    |  |  |                |  |
|                                       |                                 | Catherine Darnley                     | James II, re d'Inghilterra, Scozia e Irlanda |  |  |       |  |  |                    |  |  |                |  |
|                                       |                                 | Catherine Darnley                     | James II, re d'Inghilterra, Scozia e Irlanda |  |  |       |  |  |                    |  |  |                |  |
|                                       |                                 | Catherine Darnley                     | Catherine Sedley, I contessa di Dorchester   |  |  |       |  |  |                    |  |  |                |  |
| Henry Phipps, I conte di Mulgrave     |                                 | Catherine Darnley                     |                                              |  |  |       |  |  |                    |  |  |                |  |
|                                       | John Hervey, I conte di Bristol | Thomas Hervey                         |                                              |  |  |       |  |  |                    |  |  |                |  |
|                                       | John Hervey, I conte di Bristol | Thomas Hervey                         |                                              |  |  |       |  |  |                    |  |  |                |  |
|                                       | John Hervey, I conte di Bristol | Isabella May                          |                                              |  |  |       |  |  |                    |  |  |                |  |
| John Hervey, II barone Hervey         | John Hervey, I conte di Bristol |                                       |                                              |  |  |       |  |  |                    |  |  |                |  |
|                                       |                                 | Elizabeth Felton                      | Thomas Felton, IV baronetto                  |  |  |       |  |  |                    |  |  |                |  |
|                                       |                                 | Elizabeth Felton                      | Thomas Felton, IV baronetto                  |  |  |       |  |  |                    |  |  |                |  |
|                                       |                                 | Elizabeth Felton                      | Elizabeth Howard                             |  |  |       |  |  |                    |  |  |                |  |
| Lepell Hervey                         |                                 | Elizabeth Felton                      |                                              |  |  |       |  |  |                    |  |  |                |  |
|                                       |                                 | Nicholas Lepell                       | …                                            |  |  |       |  |  |                    |  |  |                |  |
|                                       |                                 | Nicholas Lepell                       | …                                            |  |  |       |  |  |                    |  |  |                |  |
|                                       |                                 | Nicholas Lepell                       | …                                            |  |  |       |  |  |                    |  |  |                |  |
| Mary Lepell                           |                                 | Nicholas Lepell                       |                                              |  |  |       |  |  |                    |  |  |                |  |
|                                       |                                 | Mary Brooke                           | John Brooke                                  |  |  |       |  |  |                    |  |  |                |  |
|                                       |                                 | Mary Brooke                           | John Brooke                                  |  |  |       |  |  |                    |  |  |                |  |
|                                       |                                 | Mary Brooke                           | …                                            |  |  |       |  |  |                    |  |  |                |  |
|                                       |                                 | Mary Brooke                           |                                              |  |  |       |  |  |                    |  |  |                |  |